# Fliegertruppe (Osmanisches Reich)

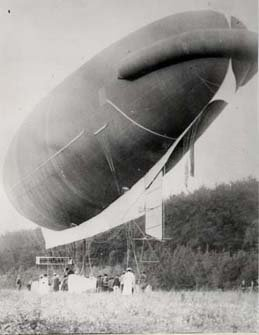
Flugplatz Yeşilköy im Jahr 1911

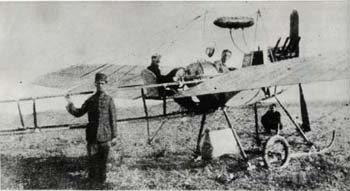
Osmanischer Pilot mit seinem Flugzeug während des Balkankrieges (1912)

Die Fliegertruppe des Osmanischen Reiches (Osmanlı tayyare bölükleri) wurde im Juni 1909 gegründet und ist somit eine der ersten Gefechtsflugtruppen der Welt.

## Aufbau der Fliegertruppe 1909–1914
Die Geschichte der Osmanischen Fliegertruppe begann mit der Entsendung eines Inspektionsrates durch den damaligen Kriegsminister des Osmanischen Reiches Mahmud Şevket Pascha zur Internationalen Luftfahrtkonferenz nach Paris. Im Dezember 1909 kreisten der belgische Baron Pierre de Caters und der Franzose Louis Blériot über den Köpfen tausender Schaulustiger erstmals mit einem Flugzeug über Konstantinopel. So entschloss sich das Oberkommando, 1910/11 zeitweilig weitere Offiziere ins Ausland zu schicken, die die Entwicklung des Militärflugwesens verfolgen sollten. Mahmud Şevket Pascha griff daraufhin die Idee zum Aufbau einer Fliegertruppe konkret auf und so fand am 28. Juni 1911 ein Eignungstest für angehende Piloten statt. Kavallerie-Hauptmann Fesa und Pionier-Leutnant Yusuf Kenan absolvierten die Prüfung als Beste. Sie wurden in die Pilotenschule des französischen Luftfahrtunternehmens Blériot Aéronautique geschickt. Am 1. Juni 1911 wurde Stab-Oberstleutnant Süreyya İlmen, Absolvent der Militärakademie von 1894, mit der Gründung der Luftstreitkräfte beauftragt. İlmen gründete 1911 die erste Luftfahrtsinstitution des Osmanischen Reiches unter dem Namen Havacılık Komisyonu (Luftfahrtkommission), die der 2. Abteilung der kriegswissenschaftlichen Generalinspektion im Kriegsministerium ("Harbiye Bakanlığı Fen Kıtaları Müstahkem Genel Müfettişliği") unterstellt war. Oberstleutnant İlmen wurde damit der erste Chef des osmanischen Militärflugwesens. Die Entscheidung, eine osmanische Fliegertruppe ("Osmanlı Hava Kuvvetler") aufzustellen, war gefallen.
Am 21. Februar 1912 kehrten Fesa und Yusuf Kenan nach Abschluss der Flugausbildung in die Türkei zurück; weitere Flugschüler wurden nach Frankreich zur Pilotenausbildung geschickt.
Mit der Bildung der Luftakademie ("Hava Okulu") in Istanbul am 3. Juli 1912 nahm die osmanische Armee nun selbst die Pilotenausbildung in die Hand. Im Mai 1913 wurde ebenfalls die Ausbildung von Flugzeugbeobachtern aufgenommen und eine Fliegereinheit ("Kuvai Havaiye Şubesi") aufgestellt. Zudem lieferte Deutschland das Parseval-Luftschiff PL 9.
Im Italienisch-Türkischen Krieg 1911–1912 sahen sich die Osmanischen Truppen erstmals den Angriffen des Servizio Aeronautico aus der Luft ausgesetzt, ohne selbst Flugzeuge einsetzen zu können. Es gelang jedoch, einen italienischen Piloten nach dessen Notlandung gefangen zu nehmen. Lediglich während der Balkankriege wurden bis zu 17 Flugzeuge eingesetzt, wobei einige der eingesetzten Maschinen verloren gingen.
Am 1. Juni 1914 überführte der amerikanische Pilot John Cooper ein Curtiss F2-Wasserflugzeug nach Kadıköy bei Konstantinopel und übergab es der türkischen Marine zum Aufbau einer Marineflugschule ("Deniz Hava Okulu") in Konstantinopel.

## Erster Weltkrieg

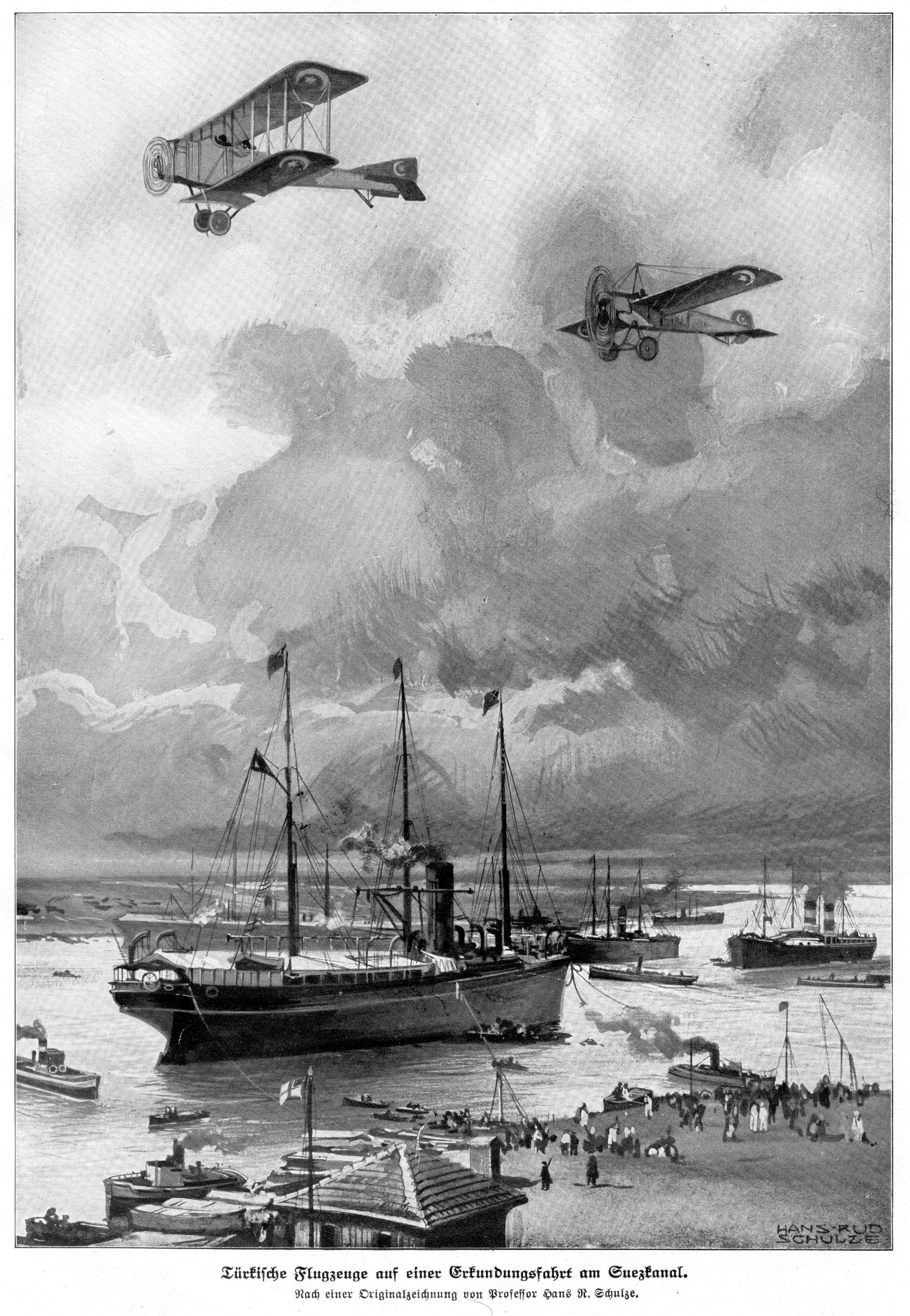
Türkische Flugzeuge auf einer Erkundungsfahrt am Suezkanal

Als 1914 die Spannungen mit den Ententemächten wuchsen, standen nur eine Handvoll Flieger und Flugzeuge bereit, darunter Blériot- und Déperdussinflugzeuge mit Motorstärken bis 80 PS und deutsche DFW Mars-Doppeldecker. Oberleutnant Fazıl wurde mit einer Nieuport auf dem Flugplatz Nara geschickt. Fazıl Bey konnte mit seinem Flugzeug bei Aufklärungsflügen aus nur 150 m Höhe im September und Oktober 1914 wichtige Meldungen über Flottenverbände im Raum Bozcaada und Limni zurückbringen.
Am 19. Oktober 1914 folgte Hauptmann Savmi, der nach seiner nur drei Monate zuvor erfolgten Pilotenausbildung mit dem Zweisitzer “Mahmut Şevket Paşa” an die Dardanellen geschickt wurde. Aufgrund Motorschadens musste Savmi bei Şarköy jedoch notwassern und die Maschine nach Yeşilköy zurückgebracht werden. Zwei weitere Flugzeuge wurden vom Dampfer “Ramazan” am 12. Januar 1915 an die Dardanellen transportiert. Die Maschine “Ertuğrul”, eine Blériot XI-2 geflogen vom Piloten Cemal startete zu Überwachungsflügen über den Dardanellen, war jedoch technisch nicht in der Lage, weitere Aufklärungsflüge gegen die Inseln Imvros, Limnos oder Tenedos durchzuführen, wo sich mittlerweile die alliierten Seestreitkräfte für die für den 18. März geplante Offensive sammelten.
Als osmanischer Feldflugchef organisierte der deutsche Offizier Erich Serno den weiteren Aufbau der osmanischen Fliegertruppe nach deutschem Vorbild. Mit großem logistischem Aufwand musste Serno den Nachschub von deutschen Flugzeugen bewerkstelligen. Diese wurden zunächst aus Deutschland zum Flugplatz Herkulesbad-Czernohavitz südlich von Mehadia in der Nähe der Grenze Österreich-Ungarns zu Rumänien überführt, gelangten dann nach Lom Polanka in Bulgarien, wurden dann zerlegt und in Kistenladungen verpackt nach Konstantinopel transportiert oder per Bahn zum Bahnhof Orschowa geliefert und als griechische Waren deklariert durch Bulgarien geschleust. Mit dem Kriegseintritt Bulgariens im Oktober war jedoch die Landverbindung zur Türkei offen. Nun wurde mit Hilfe weiterer deutscher Flugzeuge und Piloten eine kleine, aber schlagkräftige Fliegertruppe aufgebaut. Gleichzeitig organisierte Serno die Entsendung türkischer Offiziere zur Pilotenausbildung nach Deutschland.

### Die Schlacht an den Dardanellen

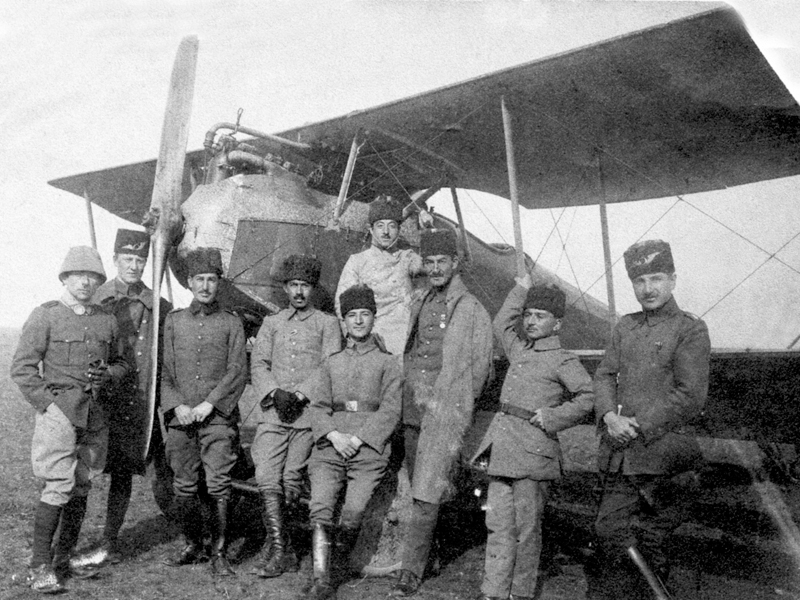
Rumpler B.I mit türkischen Soldaten während der Schlacht an den Dardanellen

Den ersten Schwerpunkt des Luftkrieges bildete in den darauf folgenden Monaten der Kriegsschauplatz an den Dardanellen. Den etwa 40 alliierten Flugzeugen konnten zunächst keine osmanischen Flieger entgegengesetzt werden. Im März 1915 trafen aus Deutschland eine Rumpler B.I und drei Albatros B.I auf dem Flugplatz Yeşilköy an.
Die Rumpler B.I mit der Seriennummer 993/14 (türkische Registriernummer 1) wurde in der Nacht des 17. März auf einen Behelfsflugplatz in unmittelbarer Nähe der Dardanellen geschafft und startete auf Befehl des Kommandanten der Befestigungen des Gallipoli-Halbinsel (Admiral v. Usedom) am Morgen des 18. mit Oberleutnant Serno und Karitän Schneider an Bord zur ersten erfolgreichen Aufklärung gegen die sich nähernden alliierten Verbände im Raum von Tenedos; die Flieger meldeten 14 Schlachtschiffe, darunter die H.M.S. Queen Elizabeth and Inflexible, zwei bis vier Kreuzer, zwei Werkstattschiffe, zwei Lazarettschiffe und zehn Fischkutter als Minenleger sowie weitere Zerstörer und U-Boote und ermöglichten die rechtzeitige Alarmierung der Küstenverteidigungsanlagen. Leutnant Cemal stieg ebenfalls mit seiner Blériot “Ertuğrul” auf und bestätigte daraufhin den Anmarsch der feindlichen Marineeinheiten auf die Meerenge. Die britischen Flieger der No. 3 Squadron RNAS kreisten nun ebenfalls über den Dardanellen und meldeten, die Meerstraße sei weitgehend minenfrei, übersahen jedoch den türkischen Minenleger Nusrat: Daraufhin liefen die Kriegsschiffe Bouvet, Irresistible, Ocean, Gaulois, Suffren und Inflexible auf Minen und sanken oder wurden schwer beschädigt. Gegen 16.00h stiegen Cemal und Raşit Osman Tayyar erneut mit “Ertuğrul” auf, am Abend gefolgt von der Besatzung Seidler und Hüseyin Sedat mit dem Rumpler-Doppeldecker, die alliierte Rückzugsbewegungen Richtung Limni feststellten. Danach verhinderte das Wetter weitere Flüge. Am 22. März brachten türkische Truppen eine britische Maschine bei Saroz Bay zum Absturz, inzwischen hatten die Alliierten auch einen Fesselballon stationiert. Am 26. März flogen Serno und Schneider, am Abend Schneider und Hüseyin Sedat Aufklärung bis nach Limni. Inzwischen trafen auch die beiden Albatros B.I an den Dardanellen ein, wobei weder Bomben noch Ersatzteile für die Maschinen vorhanden waren. Aus diesen Beständen wurde die 1. osmanische Fliegerabteilung gebildet, zunächst unter dem Kommando des deutschen Leutnants Ludwig Preussner, danach unter dem des türkischen Hauptmanns Tahsin. Die Abteilung erhielt am 13. Juli anstelle der unbewaffneten Rumpler B.I vier neue mit Beobachter-MG bestückte Albatros C.I. Am 27. September schossen die Leutnants Preussner und Ketlembeil erstmals ein Feindflugzeug ab. Am 30. November folgten Oberleutnant Ali Rıza und sein Beobachter Orhanüber Kabatepe mit dem Luftsieg über ein französisches Flugzeug, das brennend über İntepe-Helles abstürzte.
Im September 1915 traf der erste Fokker-Eindecker-Jagdflugzeuge in Çanakkale ein, gefolgt von drei weiteren im Dezember. Leutnant Hans-Joachim Buddecke und seine Jagdflieger Schüz, Meinecke und Muhra vernichteten 9 Feindflugzeuge, Leutnant Theodor Jakob Croneiss fiel.
Im Zuge des alliierten Rückzugs von den Dardanellen bombardierten osmanische Flieger auf die Militärlager in Sedd el Bahr, die Depots bei Mudros sowie feindliche Schiffe und meldeten Volltreffer. Am 4. Januar 1916 schoss Vizeflugmeister Schubert eine Maurice-Farman der Escadrille MF 98 T ab. Die 1. Fliegerabteilung verblieb anschließend in Galata, um die türkische Küste fortan gegen feindliche Landeoperationen zu sichern.
Die osmanischen Marineflieger wurden im Juli und September 1915 durch insgesamt fünf Gotha-WD-1-Wasserflugzeuge verstärkt, weitere drei Gotha WD 2 wurden von aus Deutschland zurückkehrenden türkischen Flugschülern überführt. Die Seeflieger standen unter dem Kommando des deutschen Seeoffiziers Körner. Auftrag der Seeflieger waren Aufklärungsflüge gegen alliierte U-Boote und Seestreitkräfte. Später wurde eine weitere Fliegerstation in Çanakkale mit 5 Gotha WD-2 Flugzeugen aufgebaut, die Bombenangriffe auf Depots und Flugplätze auf Imbros und Teredos durchführten. Zudem wurden deutsche Seefliegerstationen mit türkischem Personal verstärkt.

### Weiterer Kriegsverlauf
Bis 1918 wurden 450 Flugzeuge beschafft, 100 Piloten waren ausgebildet worden. An den Fronten operierten 17 Land- und 3 Seefliegerabteilungen mit je vier Flugzeugen.

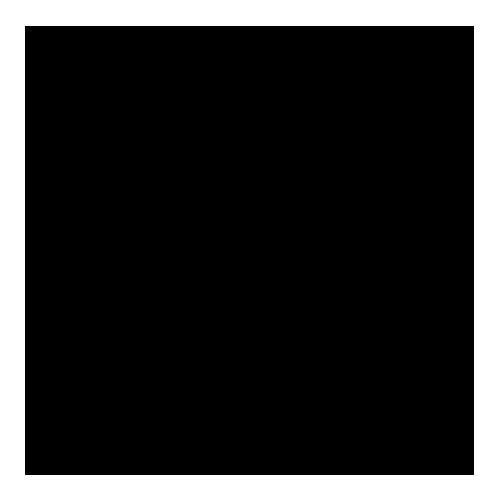
Osmanische Hoheitsabzeichen

Osmanische Flugzeuge erhielten ab 1915 zunächst viereckige rote Markierungen mit weißem Halbmond und weißem Stern. Während des Kriegs wurde jedoch ein weiß umrandetes schwarzes Quadrat zum Erkennungszeichen der osmanischen Flugzeuge.

## Türkischer Befreiungskrieg
Mit dem militärischen Zusammenbruch des Osmanischen Reiches erfolgte auch den Waffenstillstandsbedingungen entsprechend die Demobilisierung der Fliegertruppe. Nach der Demobilisierung 1919 besaß die Türkei keine eigenen Flugzeuge mehr. Behelfsmäßig bildeten sich jedoch ab März 1920 erneut Fliegereinheiten; insgesamt griff man auf 17 Flugzeuge der Typen Albatros, Breguet, Fiat, De Havilland und Société de Production des Aéroplanes Deperdussin vorwiegend aus alten Kriegsbeständen zurück.